# Lynn Conway
Pour les articles homonymes, voir Conway.
Lynn Conway, née le 10 janvier 1938 à Mount Vernon (État de New York) et morte le 9 juin 2024, à Jackson (Michigan), est une électronicienne, informaticienne, inventrice et militante trans américaine.
Sa plus grande réussite est probablement la révolution en matière de design (en) VLSI qu'elle initia avec Carver Mead — un incubateur mondial de l'industrie de la conception automatisée de circuits électroniques.

## Biographie

### Carrière
Conway commence à 17 ans des études au MIT. Elle est engagée chez IBM dans les années 1960 où elle fait partie de l’équipe du projet secret Y, destiné à développer un premier supercalculateur. Elle est parmi les premiers ingénieurs à s’installer dans la Silicon Valley.
Elle est considérée comme l'autrice de la gestion généralisée des instructions dynamiques, une avancée-clé utilisée dans l'exécution désordonnée d'instructions, utilisée par tous les processeurs modernes pour améliorer les performances, en utilisant les cycles non utilisés, réduisant ainsi le temps d'inactivité.
IBM la licencie en 1968 après qu'elle ait fait son coming out trans,. Cinquante-deux ans plus tard, en 2020, l'entreprise lui fera des excuses publiques, lors d’une conférence en son honneur, à laquelle assistent mille deux cents salariés.
Avant son coming-out et sa transition, Conway a été mariée à une femme et a eu deux enfants. Après avoir perdu son emploi et le droit de voir ses enfants, elle recommence sa carrière depuis le début, sous son identité féminine, travaillant comme simple programmeuse.
Elle rejoint le Xerox PARC en 1973 où elle travaille sur le design VLSI. Avec Carver Mead, elle est la co-autrice de Introduction to VLSI Systems, un ouvrage fondamental qui devient une référence académique.
Dans les années 1980, elle travaille pour le DARPA sur l'intelligence artificielle à des fins de défense nationale, dans le cadre de la Strategic Computing Initiative (en). Elle enseigne ensuite comme professeure à l'université du Michigan en 1985. En 1989, elle est élue à l'Académie nationale d'ingénierie des États-Unis pour ses travaux dans le design VLSI.

### Militantisme
Après être partie en retraite du professorat en décembre 1998, elle décide de révéler de nouveau son identité de femme trans en 1999 après qu'elle a réalisé que l'histoire de son travail chez IBM pourrait être mis en avant par des recherches peu après. Depuis cette époque, elle est devenue une porte-parole majeure pour les droits des personnes transgenres, y compris sur l'abolition de la discrimination au travail et la pathologisation psychiatrique sur l'identité de genre.

### Vie privée
En 2002, Conway épouse Charles Rogers, avec qui elle vivait depuis 1988. Elle a résidé avec Rogers à Jackson (Michigan) aux États-Unis de 1994 jusqu'à son décès.

### Reconnaissance
En 2012, l'IEEE publie un document sur sa contribution aux systèmes VLSI.
En 2021, à la suite des excuses d'IBM, elle reçoit un IBM Lifetime Achievement Award,.

## Publication
- Avec Carver Mead, Introduction aux systèmes VLSI ; version française de A. Alabau, F. Anceau, R. Étiemble, S. Guiboud-Ribaud…, Paris, InterÉditions, 1983  (ISBN 2-7296-0043-4)

### Radio
- « Lynn Conway, l’inventrice qu’IBM a réhabilitée », France Culture, Un monde connecté, le 18 juin 2024